# Estación de Provenza/Diagonal
Provenza (en catalán y oficialmente Provença) es una estación de la red de Ferrocarriles de la Generalidad de Cataluña (FGC) perteneciente al bloque de líneas de la Línea Barcelona-Vallés y Diagonal es una estación de las líneas 3 y 5 del Metro de Barcelona. Ambas están estrechamente comunicadas formando un intercambiador ferroviario situado bajo el cruce del paseo de Gracia con la avenida Diagonal (estación de metro) y de la avenida Diagonal con la calle de Balmes (estación de FGC). La estación de Provenza tuvo en 2018 un tráfico total de 8 584 140  pasajeros, de los cuales 5 239 008 corresponden a servicios urbanos y 3 345 132 al Metro del Vallés

## Situación ferroviaria
La estación se encuentra en el punto kilométrico 1,2 de la línea de ancho internacional Barcelona-Sarriá, entre las estaciones de Plaza de Cataluña y Gracia. El tramo es de vía doble y está electrificado.

## Historia
La antigua estación de Provenza en superficie fue inaugurada el 18 de agosto de 1882, aunque la línea había estaba abierta desde 1863. Tenía las dos vías generales con andenes laterales y un pequeño quiosco a la derecha de las vías que albergaba la taquilla.
El 26 de octubre de 1905 se completó la electrificación del tramo Plaza de Cataluña-Sarriá (al que pertenece la estación) y se cambió el ancho de la vía a internacional estándar (1435 mm), por lo que fue la primera línea en España en electrificarse.
El 24 de abril de 1929, se inauguró la nueva estación subterránea de Provenza, en la Línea de Gracia del ferrocarril del Vallés, situándose en el subsuelo de la calle Balmes entre las calles Provenza y Rosellón.
La Línea 3 del Metro de Barcelona es una línea de ferrocarril metropolitano soterrado integrada en la red del metro de Barcelona y que da servicio a la ciudad de Barcelona. Inaugurada en 1924 bajo el nombre de Gran Metro y uniendo por aquel entonces las estaciones de Plaza Cataluña y Lesseps, se trata de la línea más antigua de la ciudad. Su historia empieza en el 30 de diciembre de 1924, cuando se inauguró el primer tramo entre Cataluña y Lesseps con el nombre de Gran Metro de Barcelona. Era una compañía que gestionaba solo esta línea y que, años después (1961), se fundiría con la otra compañía operadora de la red de metro formando la compañía del Ferrocarril Metropolitano de Barcelona. En 1961 la compañía de Gran Metro de Barcelona la compra el ayuntamiento de Barcelona y se ve absorbida por Ferrocarril Metropolitano de Barcelona y las líneas fueron renombradas, correspondiéndole a esta ser la línea III.
Actualmente conecta las estaciones de Zona Universitaria y Trinidad Nova en un trazado de 18,4 kilómetros de doble vía totalmente soterrada.
La Línea 5 del metro de Barcelona es una línea de ferrocarril metropolitano soterrado integrada en la red del metro de Barcelona que da servicio a la ciudad de Barcelona y la conecta con los municipios de Cornellá de Llobregat, Esplugas de Llobregat y Hospitalet de Llobregat. La línea se inauguró el 21 de julio de 1959 bajo el nombre de «Línea II» como un segundo eje transversal que complementara el servicio de la L1. Esta línea llegó a Diagonal con el nombre de Línea V en 1969.
- 1924: Apertura de los andenes de la línea 3 del Metro de Barcelona con el nombre de Diagonal-Paseo de Gracia. Entonces era una estación del Gran Metro de Barcelona y no existía como tal la línea 3.
- 1929: Soterramiento de la Línea de Gracia de FGC con la creación de la estación subterránea de Provenza donde paraban los trenes de todas las líneas del Metro del Vallés.
- 1936: El estallido de la Guerra Civil en 1936 dejó la estación en zona republicana. En la práctica el control recayó en los comités de obreros y ferroviarios.[nota 1] Con el final de la guerra, se devolvió la gestión de la línea y la infraestructura a sus propietarios.
- 1941: La línea no pasa a manos de RENFE por no ser de ancho ibérico (1672 mm), por lo que FSB pudo conservar la propiedad de la línea.
- 1969: Apertura de los andenes de la línea 5.
- 1982: Cambios de nombre, Diagonal-Paseo de Gracia por Diagonal y Provenza por Provença. Se crean las líneas U6 y U7, de FGC, integradas en el bloque de líneas del Vallés.
- 2003: Las líneas U6 y U7 pasan a llamarse L6 y L7.
- 2008: empiezan las obras de la estación de Diagonal (L3 y L5) para intercambio por la calle.

## La estación[3]
Actualmente cuenta con dos accesos, uno en cada extremo de los andenes. El acceso a través de la calle Provenza tiene dos entradas, una a cada lado de la calle Balmes, con escaleras fijas y un ascensor. El vestíbulo actual se amplió en 1995 con el fin de alargar los andenes y dar cabida a trenes de cuatro coches, así como la instalación de ascensores. Este vestíbulo cuenta con máquinas expendedoras de billetes, un local comercial y barreras de control de accesos con validación tanto de entrada como de salida. Para bajar de los andenes hay escaleras fijas, escaleras mecánicas y un ascensor. El acceso a la calle Rosellón se puso en servicio en 1970 para conectar con el metro. Este vestíbulo es el más utilizado y por ello fue ampliado y modernizado en 2008, formando parte del intercambiador Diagonal-Provenza. Actualmente ocupa una superficie de más de 900 m², con entradas desde cada lado de la calle Balmes, junto al Besós con escaleras mecánicas y junto al Llobregat con escaleras fijas y un ascensor. También hay una entrada desde el corredor de enlace a la estación de Diagonal en el metro L5 y L3, equipada con dos tapices rodantes y un corredor central de tráfico. El vestíbulo cuenta con máquinas expendedoras de billetes, un local comercial y barreras de control de acceso a la plataforma. Este vestíbulo también cuenta con una sala polivalente, llamada Espacio Provenza.
En el vestíbulo destaca una intervención artística de Jordi Benito en homenaje a la Pompeu Fabra. Para bajar a los andenes hay dos accesos desde el vestíbulo hasta el distribuidor intermedio, desde los que se puede ir a cada uno de los dos andenes, con escaleras fijas y una escalera mecánica hasta cada acceso. En 2019 se construyó un nuevo acceso a la plataforma de la vía 1 desde el vestíbulo Rosellón, formado por un pozo rectangular con tres tramos de escaleras fijas y un ascensor. Esta nueva escalera ha registrado 590 nombres de todas las personas que trabajan o han trabajado en FGC. Desde el pozo hay una galería que llega hasta la plataforma de la actual vía 1, que se ha ampliado de 3 a 8 metros en un tramo de 27 metros con 4 aberturas a la bóveda del túnel. También hay una nueva salida de emergencia desde el vestíbulo del Rosellón y otra directamente desde el nivel de la plataforma.
Los trenes circulan por el nivel inferior, formado por las dos vías generales con andenes laterales de 90 metros de longitud. Una de las características peculiares de esta estación es que el andén de la vía 1 (dirección Sarriá) cuenta desde 2003 con puertas de andén y mamparas de cristal para proteger a los viajeros de caídas en la vía durante la hora punta, debido a las grandes aglomeraciones. Los trenes paran justo enfrente de cada una de las puertas en una longitud de los dos vagones de cabecera (el resto de la plataforma no tiene pantallas), que es donde se acumula la gente del metro. En las horas valle las puertas permanecen abiertas, aunque los trenes deben detenerse exactamente en los puntos correspondientes para poder abrir las puertas. La estación de Provenza desde marzo de 2014 está personalizada con el nombre de La Pedrera y cuenta con varios elementos decorativos de este emblemático edificio.

## Servicios ferroviarios
El horario de la estación se puede descargar del siguiente enlace. El plano de las líneas del Vallés en este enlace. El plano integrado de la red ferroviaria de Barcelona puede descargarse en este enlace.
| << cabecera                   | < estación                  | línea                     | estación > | cabecera >>            |
| ----------------------------- | --------------------------- | ------------------------- | ---------- | ---------------------- |
| Metro                         |                             |                           |            |                        |
| Zona Universitària            | Paseo de Gracia             |                           | Fontana    | Trinitat Nova          |
| Cornellá Centre               | Hospital Clínic             |                           | Verdaguer  | Vall d'Hebron          |
| Línea Barcelona-Vallés de FGC |                             |                           |            |                        |
| Barcelona-Plaza de Cataluña   | Barcelona-Plaza de Cataluña |                           | Gracia     | Sarriá                 |
| Barcelona-Plaza de Cataluña   | Barcelona-Plaza de Cataluña | Avenida Tibidabo          | Gracia     |                        |
| Barcelona-Plaza de Cataluña   | Barcelona-Plaza de Cataluña | Tarrasa-Naciones Unidas   | Gracia     |                        |
| Barcelona-Plaza de Cataluña   | Barcelona-Plaza de Cataluña | Sabadell-Parque del Norte | Gracia     |                        |
| En proyecto                   |                             |                           |            |                        |
| Trambesòs                     |                             |                           |            |                        |
| Francesc Macià                | Balmes                      |                           | Verdaguer  | Estación de San Adrián |